# Hornstedtia paludosa
Hornstedtia paludosa là một loài thực vật có hoa trong họ Gừng. Loài này được (Blume) K.Schum. mô tả khoa học đầu tiên năm 1904.